# GW231123
GW231123 – zdarzenie astronomiczne zarejestrowane przez obserwatorium LIGO, które jest falą grawitacyjną wykrytą 23 listopada 2023 roku, pochodzącą z największej dotychczas zaobserwowanej kolizji czarnych dziur. Fuzja tych ciał niebieskich utworzyła obiekt o masie 225 mas Słońca.

## Odkrycie
Detekcja fal grawitacyjnych nastąpiła 23 listopada 2023 roku o godzinie 13:54:30 UTC przez dwa detektory LIGO (Laser Interferometer Gravitational Wave Observatory). Sygnał trwał zaledwie 0,1 sekundy, co czyni go jednym z najkrótszych zarejestrowanych sygnałów fal grawitacyjnych.
Fale grawitacyjne powstały w wyniku fuzji dwóch czarnych dziur o masach:
- Pierwsza czarna dziura: {\displaystyle 137_{-17}^{+22}} mas Słońca
- Druga czarna dziura: {\displaystyle 103_{-52}^{+20}} mas Słońca

W wyniku połączenia powstała czarna dziura o masie pośredniej o masie około 225 mas Słońca. Zdarzenie miało miejsce w odległości {\displaystyle 2,2_{-1,5}^{+1,9}} gigaparseków (Gpc) od Ziemi, co odpowiada około 7 miliardom lat świetlnych.
Obie czarne dziury charakteryzowały się wyjątkowo wysoką prędkością obrotową (maksimum z ogólnej teorii względności to {\displaystyle 1,0}):
- Pierwsza czarna dziura: {\displaystyle 0,9_{-0,19}^{+0,10}}
- Druga czarna dziura: {\displaystyle 0,8_{-0,51}^{+0,20}}

Tak wysokie wartości prędkości obrotowej sugerują, że czarne dziury mogły powstać w wyniku wcześniejszych fuzji.
GW231123 stanowi rekordowe odkrycie pod kilkoma względami:
- Jest to największa fuzja czarnych dziur zarejestrowana do 2025 roku
- Jedna lub obie czarne dziury mogły znajdować się w tzw. „luce masowej" czarnych dziur (między 60 a 130 mas Słońca)

## Konsekwencje
Teoretyczne modele ewolucji gwiazd przewidują, że bardzo masywne gwiazdy kończą swoje życie jako niestabilna supernowa, która nie pozostawia żadnej pozostałości o ogromnej gęstości, co powinno powodować brak czarnych dziur w zakresie mas od około 60 do 130 mas Słońca. Wykrycie GW231123 rzuca wyzwanie tym modelom i sugeruje bardziej złożone procesy formowania się czarnych dziur.
Wysokie masy i prędkości obrotowe obu komponentów wskazują na możliwość, że czarne dziury same powstały w wyniku wcześniejszych fuzji. W takim scenariuszu:
1. Pierwotne czarne dziury gwiazdowe łączą się, tworząc większe czarne dziury
2. Większe czarne dziury następnie łączą się ponownie
3. Proces może powtarzać się wielokrotnie, tworząc coraz masywniejsze obiekty[2]

Ze względu na wyjątkowo krótki czas trwania sygnału (0,1 sekundy), naukowcy rozważają również możliwość, że sygnał mógł pochodzić z innego typu źródła, takiego jak struny kosmiczne, choć jest to uważane za mało prawdopodobne.